# 843 TCN
843 TCN là một năm trong lịch La Mã.